# Шина run-flat

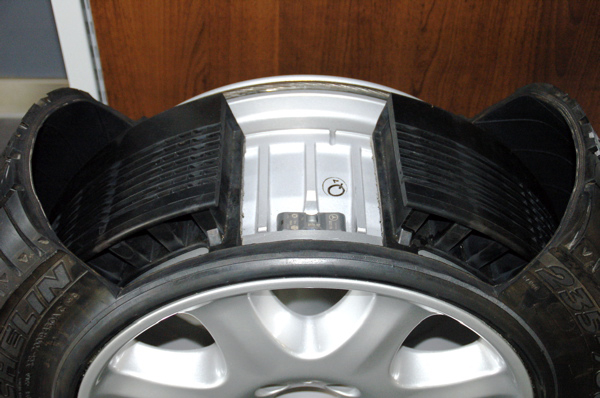
Run-flat шина з опірним кільцем

Run-flat (або runflat) — технологія безпечної пневматичної шини для автомобільної техніки з додатковим опірним кільцем або вставкою, що кріпиться до колеса і може витримати вагу транспортного засобу у випадку пробиття гумового покриття і втрати тиску.
Вставка run-flat має здатність витримувати значні навантаження протягом тривалого руху на великій швидкості. Використовується, в першу чергу, в броньованих автомобілях та у військовій техніці. Відомим виробником зазначених шин є компанія TYRON Runflat Ltd.

## Галерея

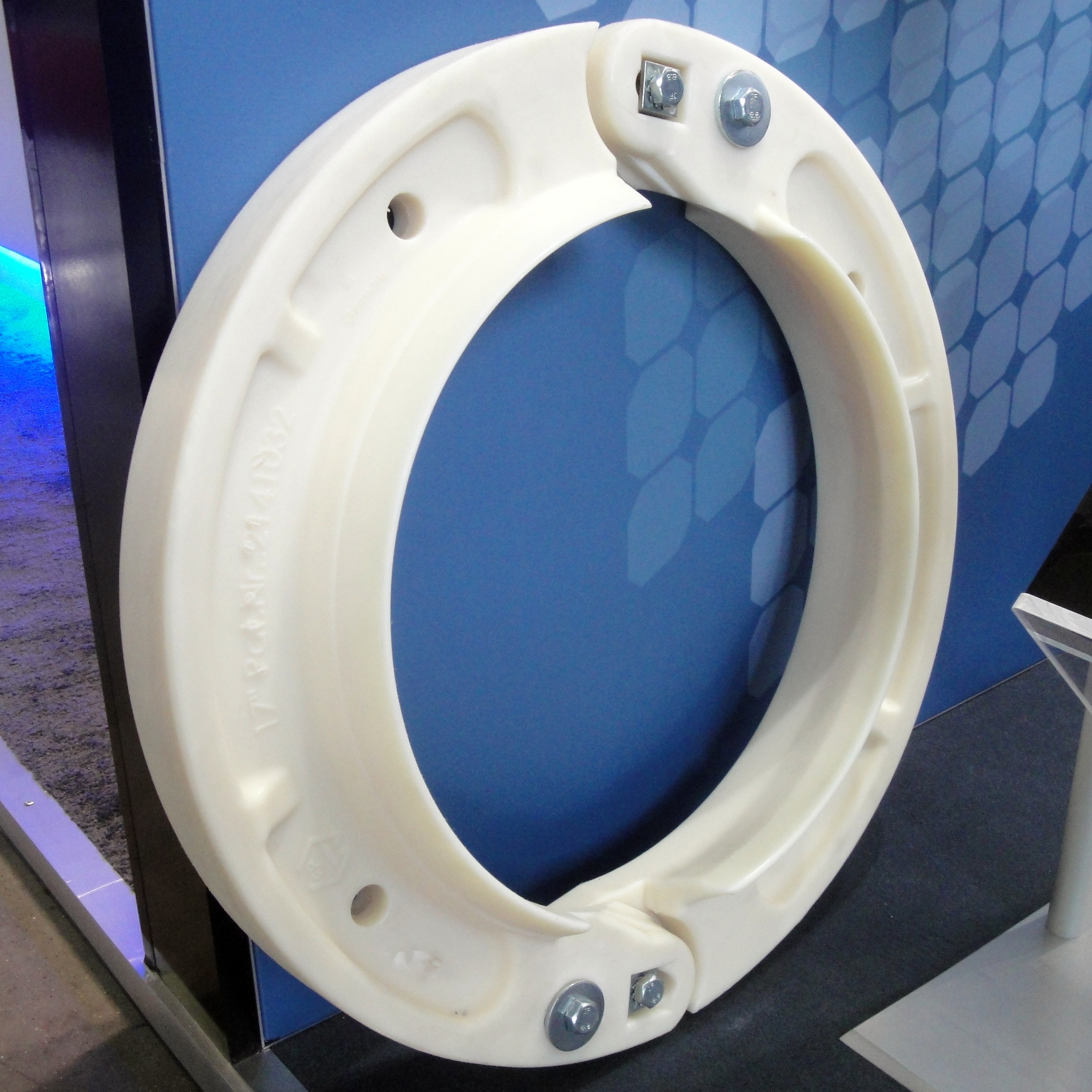
Приклад опірного кільця шини run-flat